# Adolf Exner

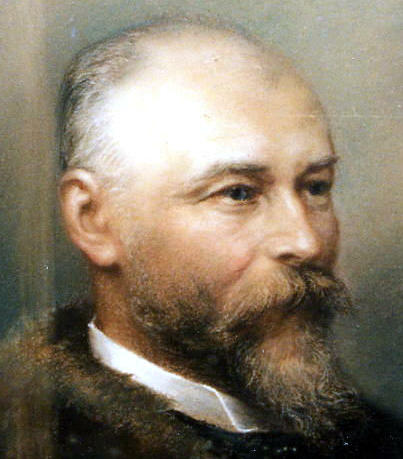
Adolf Exner

Adolf Exner, född 5 februari 1841, död 10 september 1894, var en österrikisk jurist. Han var son till Franz Exner.
Exner blev professor i Zürich 1868, i Wien 1872, och var ledamot av Österrikes högsta domstol. Han var lärjunge till Joseph Unger och tillsammans med denne Österrikes främste rättslärde under 1800-talet. Exner utgav bland annat Die Lehre vom Rechtserwerb durch Tradition (1867), Kritik des Pfandrechtsbegriffs (1873), Das österreichische Hypothekenrecht (2 band, 1876-1881) samt Der Begriff der höheren Gewalt (1883).